# Louise Beauchamp
Pour les articles homonymes, voir Beauchamp.
Louise Beauchamp est une poète québécoise née en 1962 à Montréal.

## Biographie
Louise Beauchamp est née en 1962 à Montréal. Elle est détentrice d'une maîtrise en études littéraires à l'Université du Québec à Rimouski (UQAR). Son mémoire est un projet de création littéraire qui s'intitule Les interrogations précédé de Éloge de la lenteur. Elle a enseigné la littérature au Cégep de Rimouski.
Elle a écrit cinq recueils de poésie : Objet (1989), Pièges (1991), L'inévitable (2009) aux Écrits des forges ; et La sagesse du nénuphar (1995) et Cartes postales : Idylle (2014) aux Éditions du Noroît,.
En 1989, elle reçoit le Prix Jovette-Bernier pour son recueil intitulé Objet.
Elle fait paraître plusieurs textes de poésie dans des revues de création, dont Estuaire et Urgences.
En 2019, dans le cadre de la Journée mondiale du livre et du droit d'auteur, elle participe à une promenade littéraire organisée par le Cégep de Rimouski. Elle œuvrera aux côtés d'autres auteurs et autrices comme Jean-Philippe Chabot, Claude La Charité, Laurence Veilleux et Marie-Hélène Voyer,.

## Œuvres

### Poésie
- Louise Beauchamp, Objet (poésie), Trois-Rivières, Écrits des forges, 1989 (ISBN 9782890461666), p. 60
- Louise Beauchamp, Pièges (poésie), Trois-Rivières, Écrits des forges, coll. « Les rouges gorges », 1991 (ISBN 9782890462250), p. 58
- Louise Beauchamp, La sagesse du nénuphar (poésie), Montréal, Éditions du Noroît, coll. « Initiale du Noroît », 1995 (ISBN 9782890182868), p. 69
- Louise Beauchamp, L'inévitable (poésie), Trois-Rivières, Écrits des forges, 2009 (ISBN 9782896451319), p. 78
- Louise Beauchamp, Cartes postales : Idylle (poésie), Montréal, Éditions du Noroît, 2014 (ISBN 9782890189010), p. 81

## Prix et honneurs
- 1989 : Prix Jovette-Bernier (pour Objet[6])